# HNK Gorica
A HNK Gorica egy horvát labdarúgócsapat Nagygorica városában, a horvát élvonalban szerepelnek. Hazai mérkőzéseiket a 8000 fő befogadására alkalmas Radnik Stadionban játsszák.

## Történelem
A klub elődje az 1945-ben alapított NK Radnik csapata volt, amely 2009-ben komoly anyagi problémákkal küzdött. Ezen a nyáron az NK Radnik és az NK Polet Buševec egyesülésével jött létre a klub. A 2009–10-es szezonban a harmadosztályban kezdték meg szereplésüket, itt a nyugati csoportot megnyerve feljutottak a másodosztályba. A 2010–2011-es szezon előrehaladtával Gorica a bajnokság legjobb klubjává vált, két fordulójának a szezon vége előtt biztosították be a bajnoki címüket, de az élvonalhoz nem kaptak megfelelő licencet. A 2017–18-as szezon során ismét megnyerték a másodosztályt és végül indulási jogot is megkaptak az élvonalhoz.

## Sikerlista
- Druga HNL (2): 2010–11, 2017–18
- Treća HNL – Nyugat (1): 2009–10